# Doubt (serie de televisión)
Doubt es una serie de televisión estadounidense de drama creada por Tony Phelan y Joan Rater, y la protagonizan Katherine Heigl y Steven Pasquale en los papeles principales. La serie, saldrá al aire en CBS durante la temporada televisiva 2016–2017, fue ordenada el 14 de mayo de 2016. Fue estrenada 15 de febrero de 2017 en CBS. Tras solo dos episodios emitidos, fue cancelada el 24 de febrero de 2017.

## Elenco

### Principales
- Katherine Heigl como Sadie Ellis.
- Steven Pasquale como William "Billy" Brennan.
- Laverne Cox como Cameron Wirth.
- Dulé Hill como Albert Cobb.
- Dreama Walker como Tiffany Simon.
- Elliott Gould como Isaiah Roth.
- Kobi Libii como Nick Brady.

### Recurrentes
- Judith Light como Carolyn Rice.
- Lauren Blumenfeld como Lucy Alexander.
- Tara Karsian como Tanya.
- Cassidy Freeman comoADA Audrey Burris.
- Ben Lawson como DA Peter Garrett.

## Episodios
| N.º | Título         | Dirigido por   | Escrito por              | Fecha de emisión original | Audiencia (millones) |
| --- | -------------- | -------------- | ------------------------ | ------------------------- | -------------------- |
| 1   | «Pilot»        | Adam Bernstein | Joan Rater & Tony Phelan | 15 de febrero de 2017     | 5.31                 |
| 2   | «Then and Now» | James Strong   | Joan Rater & Tony Phelan | 22 de febrero de 2017     | 4.03                 |
| 3   | «Poison Prize» | Nicole Rubio   | David Feige              | —                         | —                    |

## Producción
La serie fue originalmente programado para la temporada televisiva 2015–16, originalmente protagonizada por KaDee Strickland y Teddy Sears en los papeles principales. Sin embargo, CBS decidió trasladarlo a la temporada televisiva 2016–17, con Heigl y Pasquale en el nuevo reparto, y lo recogieron el 14 de mayo de 2016.

## Recepción
Doubt obtuvo comentarios mixtos por parte de los críticos de la televisión. Rotten Tomatoes reportó un índice de aprobación de 52%, basado en 27 comentarios, con un promedio de 5.4/10, y el consenso dice, "Doubt struggles with tone in its premiere episode, but ultimately develops into a decent courtroom/workplace drama that is buoyed by a talented cast."[8] En Metacritic reportó una puntuación de 58 sobre 100, basado en 15 críticas, indicando "comentarios mixtos".